# Баланоглосус
Баланоглос, або баланоглосус (Balanoglossus) — рід кишководишних напівхордових родини птиходерових (Ptychoderidae).

## Опис
Тіло складається з трьох частин: передньої передротової протосоми або хоботка; короткої мезосоми або коміра, і довгої метасоми або тулуба. Більшість видів завдовжки близько 20 см, але Balanoglossus gigas може виростати до 1,5 м завдовжки.

## Спосіб життя
Як і інші кишководишні баланоглосуси живуть, переміщаючись через субстрат на неглибокому піщаному дні, живлячись так само, як і дощові черв'яки, заковтуючи осад при проникненні в нього та перетравлюючи органічну частину.

## Види
- Balanoglossus apertus Spengel, 1893
- Balanoglossus aurantiaca Girard, 1853
- Balanoglossus australiensis Hill, 1894
- Balanoglossus biminiensis Willey, 1899
- Balanoglossus capensis Gilchrist, 1908
- Balanoglossus carnosus Willey, 1899
- Balanoglossus clavigerus Delle Chiaje, 1829
- Balanoglossus gigas Fr. Müller in Spengel, 1893
- Balanoglossus jamaicensis Willey, 1899
- Balanoglossus misakiensis Kuwano, 1902
- Balanoglossus natalensis Gilchrist, 1908
- Balanoglossus numeensis Maser, 1913
- Balanoglossus occidentalis Ritter, 1902
- Balanoglossus proterogonius Belichov, 1928
- Balanoglossus salmoneus Belichov, 1928
- Balanoglossus stephensoni van der Horst, 1937